# (200372) 2000 QW81
(200372) 2000 QW81 es un asteroide perteneciente al cinturón de asteroides descubierto el 24 de agosto de 2000 por el equipo del Lincoln Near-Earth Asteroid Research desde el Laboratorio Lincoln, Socorro, Nuevo México, Estados Unidos.

## Designación y nombre
Designado provisionalmente como 2000 QW81.

## Características orbitales
2000 QW81 está situado a una distancia media del Sol de 2,387 ua, pudiendo alejarse hasta 2,647 ua y acercarse hasta 2,127 ua. Su excentricidad es 0,108 y la inclinación orbital 6,075 grados. Emplea 1347,38 días en completar una órbita alrededor del Sol.

## Características físicas
La magnitud absoluta de 2000 QW81 es 16,3. 